# Centre national d'études spatiales
Centre national d'études spatiales bedre kendt under akronymet CNES er den franske regerings rumagentur (administrativ, en "offentlig administration til industrielle og kommercielle formål"). Hovedkvarteret er beliggende i centrum af Paris og er under tilsyn af de franske ministerier for forsvar og forskning.
Det opererer fra Toulouse Space Center og Centre spatial guyanais, men har også nyttelast lanceret fra rumcentre, der drives af andre lande. Præsident for CNES er Philippe Baptiste. CNES er medlem af Institute of Space, its Applications and Technologies. Det er den største og vigtigste nationale organisation af sin art i Europa.